# Jacqueline Audry
Jacqueline Audry (Orange, 25 settembre 1908 – Poissy, 19 giugno 1977) è stata una regista francese.
Ha iniziato a fare film in Francia nel secondo dopoguerra e si è specializzata in adattamenti letterari. È stata la prima regista di successo commerciale in Francia nel dopoguerra.

## Biografia
Durante l'occupazione nazista, c'erano poche opportunità per le donne, ha incominciato il suo lavoro come assistente dei registi Jean Delannoy, Georg Wilhelm Pabst e Max Ophüls. Il suo primo lungometraggio che ha diretto è stato nel 1946 con Les Malheurs de Sophie, basato sul popolare romanzo omonimo, della contessa di Ségur. Nessuna copia di questo film, che è stata censurata per le sue scene di rivolta (politicamente inappropriate), esiste. 
Incapace di raccogliere fondi per una nuova pellicola, ha dovuto aspettare un paio di anni e nel 1948 ha diretto: Sombre dimanche.Tra gli anni '40 e '50 ha diretto tre film basati sui romanzi di Colette: Gigi (1949), Minne, l'ingénue libertine (1950) e Mitsù, peccatrice ingenua (Mitsou ou Comment l'esprit vient aux filles...) (1956), tutti e tre con l'attrice Danièle Delorme.Nel 1951 ha diretto il film: Olivia, basato sul romanzo di Dorothy Bussy, ambientato in un collegio di sole ragazze dove la direttrice ed una sua studentessa si innamorano, considerato in quell'epoca molto controverso e quindi censurato negli Stati Uniti e nel Regno Unito.Ha spesso collaborato con sua sorella, la scrittrice e sceneggiatrice Colette Audry.
Morì in un incidente stradale a Poissy, Yvelines, il 19 giugno 1977.

## Filmografia

### Regista

#### Cinema
- Les Malheurs de Sophie (1946)
- Sombre dimanche (1948)
- Gigi (1949)
- Minne, l'ingénue libertine (1950)
- Olivia (1951)
- La caraque blonde (1953)
- Huis-clos (1954)
- Mitsù, peccatrice ingenua (Mitsou ou Comment l'esprit vient aux filles...) (1956)
- C'est la faute d'Adam (1958)
- L'école des cocottes (1958)
- Storie d'amore proibite (il cavaliere e la zarina) (Le secret du Chevalier d'Éon) (1959)
- Una ragazza a rimorchio (Les petits matins) (1962)
- Cadavres en vacances (1963)

### Regista e sceneggiatrice

#### Cinema
- La garçonne (1957)
- I frutti amari (Fruits amers - Soledad) (1967)

#### Serie TV
- Le bonheur conjugal – serie TV, 13 episodi (1965)

### Sceneggiatrice

#### Cinema
- Violentata sulla sabbia (Le lys de mer), regia di Renzo Cerrato (1969)